# Gōgō Sentai Boukenger
Gōgō Sentai Boukenger (jap. 轟轟戦隊ボウケンジャー Gōgō Sentai Bōkenjā; Turkoczący Oddział Bojowy Boukenger) – japoński serial z gatunku tokusatsu z roku 2006. Jest trzydziestym serialem z sagi Super Sentai stworzonym przez Toei Company. Jest to jubileuszowy Sentai, ponieważ w 2006 roku minęło 30 lat od powstania gatunku. Jego amerykańską wersją jest Power Rangers Operacja Overdrive. Serial był emitowany w każdą niedzielę od 19 lutego 2006 do 11 lutego 2007 i liczył 49 odcinków (Misji).
Każdy odcinek zaczyna się słowami narratora: "W dzisiejszych czasach nadal żyją ludzie wyruszający w podróże w poszukiwaniu przygód. Są to awanturnicy, którzy by ochronić tajemnicze skarby pokonają każde niebezpieczeństwo!" (jap. 命がけの冒険に、今日も旅立つ者がいる。密かに眠る危険な秘宝を守り抜くために、あらゆる困難を乗り越え進む、冒険者達！ Inochi gake no bōken ni, kyō mo tabidatsu mono ga iru. Hisoka ni nemuru kiken na hihō o mamorinuku tame ni, arayuru konnan o norikoe susumu, bōkensha-tachi!).

## Fabuła
Na świecie istnieją tajemnicze i skrywające ogromną siłę artefakty zwane Precjozami. Owe przedmioty mogą dostać się w ręce potworów należących do tak zwanych Negatywnych Syndykatów- 4 niezależnych grup dążących do przejęcia rządów nad światem. Aby temu zapobiec, powstała Fundacja Search Guard Successor (SGS), której członkowie – tytułowi Boukengersi – mają za zadanie zabezpieczyć Precjoza przed Negatywami i uchronić świat przed zagładą.

## SGS

### Boukengersi
Grupa młodych ludzi, członków organizacji SGS. Cała szóstka bierze potem udział w Wojnie Legend w serii Kaizoku Sentai Gokaiger, gdzie wraz z innymi 33 drużynami powstrzymuje pierwszy atak Zangyacków na Ziemię. Jedynym z Boukengersów, który w Gokaiger pojawia się w ludzkiej postaci jest Akashi.
- Satoru Akashi (jap. 明石 暁 Akashi Satoru) / Bouken Czerwony (jap. ボウケンレッド Bōken Reddo; Bouken Red) – dowódca drużyny, najlepszy poszukiwacz skarbów na świecie, który z tego powodu nosi przydomek "Nieśmiertelnego Kła" (不滅の牙 Fumetsu no Kiba).  Wszyscy z wyjątkiem Masumiego i Eijiego mówią do niego "Szefie". Wydaje się być opanowany i odpowiedzialny, jednak jest w gruncie rzeczy osobą bardzo narwaną i skłonną do ryzykowania. Ma ojca, który zachowuje się i ubiera jak Indiana Jones. W przeszłości szukał skarbów z Shiro Masakim i Kyoko, którzy zginęli podczas wykonywania misji. Jako Bouken Czerwony jest Płomiennym Awanturnikiem (熱き冒険者 Atsuki Bōkensha).

- Masumi Inō (jap. 伊能 真墨 Inō Masumi) / Bouken Czarny (jap. ボウケンブラック Bōken Burakku; Bouken Black) – były złodziej i młody łowca przygód, który dołączył do SGS po tym, jak Akashi uratował mu życie. Ten i inne czynniki spowodowały, że Masumi często rywalizuje z Akashim. W dzieciństwie jego ojciec wraz z nim i jego przyjaciółmi byli łowcami. Zaatakował ich Yami no Yaiba, który oszczędził tylko Masumiego. Pod koniec serialu Masumi zabija Yaibę, a Dark Shadow stają się neutralni. Jest zakochany z wzajemnością w Natsuki, którą kiedyś odnalazł. Po odlocie Akashiego i Sakury, Masumi tymczasowo staje się dowódcą Boukengersów. Jako Bouken Czarny jest Szybkim Awanturnikiem (早き冒険者 Hayaki Bōkensha).

- Sōta Mogami (jap. 最上 蒼太 Mogami Sōta) / Bouken Niebieski (jap. ボウケンブルー Bōken Burū; Bouken Blue) – były szpieg. Uważa, że nikogo nigdy nie skrzywdził, lecz potem wychodzi na jaw, że było inaczej. Ma w sobie cechy kobieciarza oraz jest czasem bardzo komiczny i narwany. Pełni funkcję informatora i jest specjalistą od komputerów. W odcinku 23 zostaje uprowadzony przez swego przyjaciela, który był na usługach Questerów. Jako Bouken Niebieski jest Wysokościowym Awanturnikiem (高き冒険者 Takaki Bōkensha).

- Natsuki Mamiya (jap. 間宮 菜月 Mamiya Natsuki) / Bouken Żółta (jap. ボウケンイエロー Bōken Ierō; Bouken Yellow) – wesoła i bardzo naiwna dziewczyna, którą uratował kiedyś Masumi i podobnie jak on jest nowa w SGS. Natsuki ma amnezję- nie zna ani swego prawdziwego nazwiska ani swej historii. Jedyną pamiątką z przeszłości przez dłuższy czas była bransoletka, którą nosiła na lewej ręce. Okazało się, że Natsuki naprawdę nazywa się Lilina i jest nowo narodzoną księżniczką cywilizacji lemuriańskiej. Wskutek katastrofy wszyscy Lemurianie (łącznie z królem i królową) zginęli, lecz Lilina przeżyła jako jedyna poprzez umieszczenie jej w sarkofagu, który nie był naruszony przez sto tysięcy lat. Umieszczona w nim Lilina co 5 tysięcy lat rosła o rok. Natsuki zwykle mówi o sobie w trzeciej osobie. Podkochuje się w Masumim. Jako Bouken Żółty jest Silnym Awanturnikiem (強き冒険者 Tsuyoki Bōkensha), choć, jak na ironię, jest najsłabszym i najmniej doświadczonym członkiem ekipy.

- Sakura Nishihori (jap. 西堀 さくら Nishihori Sakura) / Bouken Różowa (jap. ボウケンピンク Bōken Pinku; Bouken Pink) – zastępczyni dowódcy, chłopczyca o nieco zimnym i poważnym charakterze. Pochodziła z bogatego domu, ale nie chciała być traktowana jak ktoś z wyższych sfer. Po skończeniu szkoły zaciągnęła się do wojska, gdzie pewnego razu spotkała Akashiego. Zaproponował jej dołączenie do SGS, gdzie spotkał się z aprobatą. Sakura żywi do niego uczucia. Jako Bouken Różowy jest Głębinowym Awanturnikiem (深き冒険者 Fukaki Bōkensha).

- Eiji Takaoka (jap. 高丘 映士 Takaoka Eiji) / Bouken Srebrny (jap. ボウケンシルバー Bōken Shirubā; Bouken Silver) – tajemniczy osobnik który żywi nienawiść do potworów z klanu Ashu. Jego ojciec (po którym Eiji przejął obowiązki tępienia demonów) został zabity przez Gaia. Przed jego śmiercią okazało się, że matka chłopaka pochodzi z Ashu i on ma w sobie ich krew. W tym samym momencie kiedy się tego dowiedział stracił nad sobą panowanie. Odtąd Gai ciągle przypominał Eijiemu że jest hanyō (pół-człowiek, pół-demon). Od tamtej chwili Eiji polował na Gaia i pragnął jego śmierci. W odcinku 19 zostaje szóstym Boukengersem – Bouken Srebrnym. W odcinku "The Questers Era" zabija Gaia i Ōgę. Jako Bouken Srebrny jest Lśniącym Awanturnikiem (眩き冒険者 Mabayuki Bōkensha).

### Pomocnicy
- Morio Makino (jap. 牧野 森男 Makino Morio) – mentor grupy, twórca całego sprzętu Boukengersów. Zwykle przesiaduje w swoim warsztacie w podziemiach siedziby SGS, gdzie konstruuje bądź naprawia maszyny, a także bada zdobyte Precjoza. Marzeniem Makino jest dowieść istnienie Atlantydy, co udało mu się, jednak przypadek przekreślił możliwość poinformowania o tym innych. Jest bardzo systematyczną i zorganizowaną osobą. Bywa czasem tak, że jego dzieła są wypróbowywane przez wojowników w walce zanim przejdzie do ich warsztatowych testów.
- Pan Głos (jap. ミスター・ボイス Misutā Boisu) – zleceniodawca Boukengersów. Swoim zachowaniem przypomina Charliego z serialu Aniołki Charliego – zleca Boukengersom znalezienie Precjoz i przeniesienie ich w bezpieczne miejsce w siedzibie SGS. Pan Głos pojawia się na ekranie w bazie SGS pod postacią animowanego rożka z wąsikami i oczami. Jest kontrolowany przez 13-letnią dziewczynkę.
- Zubān (jap. 大剣人ズバーン Daikenjin Zubān)
- Drużyna Weteranów (古豪戦隊 Kogō Sentai)
  - Aka Czerwony (アカレッド Aka Reddo, Aka Red)
  - Nanami Nono/Hurricane Niebieski
  - Asuka/Abare Czarny
  - Tekkan "Tetsu" Aira/Deka Łamacz
  - Tsubasa Ozu/Magi Żółty
  - Hikaru/Magi Błysk

### Broń
- Accellular (アクセルラー Akuserurā) – telefon komórkowy i moduł przemiany głównej piątki. Posiada funkcję komunikatora, przemiany, latarki UV, aparatu fotograficznego oraz wzywania i łączenia Gougou Wehikułów.

- Scope Shot (スコープショット Sukōpu Shotto) – wielofunkcyjne urządzenie posiadane przez wszystkich Boukengersów. Może służyć jako nóż, spadochronik, luneta, linka, wystrzeliwana raca lub mały pistolet. Można je podczepić do Survibustera.

- Survibuster (サバイバスター Sabaibasutā) – podstawowa broń głównej piątki będąca pistoletem laserowym z możliwością transformacji w miecz zwany Surviblade (サバイブレード Sabaiburēdo).

- Osobiste bronie Boukengersów
  - Bouken Bou (ボウケンボー Bōken Bō) – należący do Bouken Czerwonego kij z możliwością przemiany we włócznię zwaną Bouken Oszczepem (ボウケンジャベリン Bōken Jaberin, Bouken Javelin).
  - Radial Hammer (ラジアルハンマー Rajiaru Hanmā) – młot Bouken Czarnego, przypominający półoś.
  - Blow Knuckle (ブロウナックル Burō Nakkuru) – rękawica z turbiną należąca do Bouken Niebieskiego.
  - Bucket Scooper (バケットスクーパー Baketto Sukūpā) – dwie rękawice Bouken Żółtej przypominające łapę koparki lub buldożera.
  - Hydro Shooter (ハイドロシューター Haidoro Shūtā) – karabinek Bouken Różowej.

- Acceltector (アクセルテクター Akuseru Tekutā) – specjalna zbroja, która głównie służy do zmniejszenia siły odrzutu Dual Crushera. Zasilana jest Precjozem zwanym Łuską Salamandry. Acceltector może być noszony jednocześnie tylko przez jednego Boukengersa.

- Dual Crusher (デュアルクラッシャー Dyuaru Kurasshā) – działo, które Boukengersi otrzymali od Makino w 7 odcinku. Broń ta posiada dwa tryby wystrzału w zależności od którego końca lufy strzał jest wykonywany. Tryb Betoniarki wystrzeliwuje w przeciwnika mokry beton, który po zastygnięciu unieruchamia go, zaś Tryb Wiertła wystrzeliwuje zabójczy pocisk w kształcie świdra. Broń ta, zwłaszcza w drugim trybie, posiada bardzo silny odrzut, więc strzelający powinien mieć na sobie Acceltector.

- Gougou Changer (ゴーゴーチェンジャー Gōgō Chenjā) – bransoletka używana przez Eijiego do przemiany w Bouken Srebrnego. Posiada podobne funkcje jak Accellular.

- Sagasniper (サガスナイパー Sagasunaipā) – osobista broń Bouken Srebrnego. Posiada 3 tryby - pistoletu, lancy oraz wykrywacza.

### Gougou Wehikuły
Gougou Wehikuły (jap. ゴーゴービークル Gōgō Bīkuru) to ogromne pojazdy należące do Boukengersów. Każdy z nich może być kontrolowany poprzez specjalne Bouken Kierownice oraz moduły przemiany wojowników. Główne Gougou Wehikuły Boukengersów są powiązane z ich mocami za pomocą tzw. Równoległych Silników (パラレルエンジン Parareru Enjin, Parallel Engine). Oznacza to, że jeżeli silnik któregoś z pojazdów będzie uszkodzony, to dany wojownik nie będzie mógł się przemienić. Maszyny te mogą się łączyć w różne formacje.
- GouGou Ciężarówka (jap. ゴーゴーダンプ Gōgō Danpu; Gougou Dump) – główna maszyna Bouken Czerwonego. Przypomina czerwoną wywrotkę. Jest oznaczona numerem 1.

- GouGou Formuła (jap. ゴーゴーフォーミュラ Gōgō Fōmyura; Gougou Formula) – główna maszyna Bouken Czarnego. Przypomina samochód wyścigowy koloru czarnego. Jest oznaczona numerem 2.

- GouGou Wiatrakowiec (jap. ゴーゴージャイロ Gōgō Jairo; Gougou Gyro) – główna maszyna Bouken Niebieskiego. Przypomina nowoczesny helikopter w kolorze niebieskim. Jest oznaczona numerem 3.

- GouGou Spychacz (jap. ゴーゴードーザー Gōgō Dōzā; Gougou Dozer) – główna maszyna Bouken Żółtej. Przypomina żółty buldożer. Jest oznaczona numerem 4.

- GouGou Łódź (jap. ゴーゴーマリン Gōgō Marin; Gougou Marine) – główna maszyna Bouken Różowej. Przypomina biało-różową łódź podwodną. Jest oznaczona numerem 5.

- GouGou Wiertło (jap. ゴーゴードリル Gōgō Doriru; Gougou Drill) – maszyna należąca do Bouken Żółtej, ale w odcinku 4 (kiedy została ukończona) jej pilotem był Bouken Czerwony. Przypomina pomarańczową maszynę uzbrojoną w cztery wiertła – jedno duże na środku a wewnątrz trzy mniejsze. Jest oznaczona numerem 6.

- GouGou Koparka (jap. ゴーゴーショベル Gōgō Shoberu; Gougou Shovel) – maszyna należąca do Bouken Różowej. Zadebiutowała w 5 odcinku. Przypomina jasnoniebieską koparkę. Jest oznaczona numerem 7.

- GouGou Betoniarka (jap. ゴーゴーミキサー Gōgō Mikisā; Gougou Mixer) – maszyna należąca do Bouken Niebieskiego. Zadebiutowała w 7 odcinku. Przypomina zieloną betoniarkę. Jest oznaczona numerem 8.

- GouGou Dźwig (jap. ゴーゴークレーン Gōgō Kurēn; Gougou Crane) – maszyna należąca do Bouken Czarnego. Zadebiutowała w 9 odcinku. Przypomina fioletowy dźwig. Jest oznaczona numerem 9.

- GouGou Samolot (jap. ゴーゴージェット Gōgō Jetto; Gougou Jet) – maszyna należąca do Bouken Czerwonego. Zadebiutowała w 16 odcinku. Przypomina czerwony odrzutowiec. jest oznaczona numerem 10, choć na Accellularze ma numer 0.

- GouGou Strażak (ゴーゴーファイヤー Gōgō Faiyā, Gougou Fire)

- GouGou Karetka (ゴーゴーエイダー Gōgō Eidā, Gougou Aider)

- GouGou Radiowóz (ゴーゴーポリス Gōgō Porisu, Gougou Police)

- Gougou Voyager (ゴーゴーボイジャー Gōgō Boijā)
  - GouGou Komandor (ゴーゴーコマンダー Gōgō Komandā, Gougou Commander)
  - GouGou Ciągnik (ゴーゴーキャリアー Gōgō Kyariā, Gougou Carrier)
  - GouGou Myśliwiec (ゴーゴーファイター Gōgō Faitā, Gougou Fighter)
  - GouGou Bombowiec (ゴーゴーアタッカー Gōgō Atakkā, Gougou Attacker)
  - GouGou Walec (ゴーゴーローダー Gōgō Rōdā, Gougou Roader)

### Połączenia
- Daibōken (jap. ダイボウケン) – połączenie pierwszych pięciu maszyn głównej piątki wojowników. Posiada dodatkowy tryb zwany Gōgō Ciągnikiem (jap. ゴーゴートレーラー Gōgō Torērā). GoGo Ciężarówka tworzy głowę, tors i nogi robota, Formuła zbroję na klatce piersiowej, Wiatrakowiec hełm i zbroję na plecach, zaś Spychacz i Łódź odpowiednio prawą i lewą rękę. Uzbrojony jest w miecz zwany Mieczem Trzęsienia (轟轟剣 Gōgōken), którym może zadać atak zwany Adventure Drive. Daibōken oprócz podstawowego wariantu posiada szereg różnych innych kombinacji z pozostałymi maszynami. Słowo daibōken (大冒険) oznacza wielką przygodę.
  - Super Daibōken (jap. スーパーダイボウケン Sūpā Daibōken) – połączenie Daibōkena z GoGo Wiertłem, Koparką, Betoniarką i Dźwigiem.
  - Ostateczny Daibōken (jap. アルティメットダイボウケン Arutimetto Daibōken; Ultimate Daibouken) – połączenie Daibōkena i Daitankena.
  - Voyager Daibōken (jap. ボイジャーダイボウケン Boijā Daibōken) – specjalna formacja w której Daibōken jedzie na Gougou Voyagerze.

- Siren Builder (jap. サイレンビルダー Sairen Birudā) – osobisty robot Bouken Srebrnego, połączenie Gougou Strażaka (środek robota), Karetki i Radiowozu (lewa i prawa ręka).

- Daitanken (jap. ダイタンケン) – połączenie GoGo Wiertła, Koparki, Betoniarki, Dźwigu i Samolotu. Wiertło i Koparka tworzą odpowiednio prawą i lewą rękę, Betoniarka i Dźwig odpowiednio prawą i lewą nogę zaś Samolot tworzy tors i głowę. Choć możliwa do stworzenia, formacja ta jest bardzo rzadko używana, a tworzące ją maszyny zwykle łączą się z Daibōkenem w Super lub Ostatecznego Daibōkena. Słowo daitanken (大探検) oznacza wielką wyprawę.

- Daivoyager (jap. ダイボイジャー Daiboijā) – alternatywna forma Gougou Voyagera, ostatni i najsilniejszy robot, jaki pojawił się w serialu. Gougou Komandor tworzy głowę, Ciągnik tors i nogi, Bombowiec osłonę torsu, Walec ręce a Myśliwiec barki.

## Negatywy
Negatywy to wrogowie Boukengersów składający się z czterech grup, im później wróg się pojawiał tym szybciej ginął. Poniżej są przedstawione grupy wrogów:

### Goadom
Cywilizacja Goadom (jap. ゴードム文明  Gōdomu Bunmei)
- Gaja (jap. 大神官ガジャ Daishinkan Gaja) – pierwszy wróg Boukengersów. Powstał z trumny którą przypadkiem otworzył Masumi. Nosi biały strój wraz z hełmem. Pojawia się najszybciej, a ginie najpóźniej. Początkowo był to kapłan Gordomu posługujący się tylko Karsami. Później staje się bogiem Gordomu i otrzymuje większą moc. Kiedy zdobył zapiski geniusza renesansu Leona Giordany znalazł tam szkic używanego przez SGS Równoległego Silnika, który zapamiętał i dzięki temu stworzył Antyrównoległe Silniki, za pomocą których wskrzesił Gaia i Reia, dwóch członków Ashu, którzy ukradli mu robota. Najczęściej Gaja spotyka się z Ryūwonem, którego zamienił w człowieka. W 47 odcinku po wypiciu zawartości Puszki Pandory Gaja tworzy z siebie potwora Desperado, jednak Boukengersi go niszczą. W ostatnim odcinku ulega zmianie w potężnego Gajadoma który, eksploduje pod wpływem mocy pojedynczych maszyn Boukengersów. Wyspa Gordomu ulega zawaleniu się i Gaja wchodzi do trumny kamieniejąc z nadzieją, że ponownie zostanie wskrzeszony.
- Karsy (jap. 戦闘員カース Sentōin Kāsu) – słabi żołnierze Goadom. Słuchają się rozkazów Gaji, lecz są także na usługach m.in. Dark Shadow.
- Bóg Goadom (巨神ゴードム Kyōjin Gōdomu) – potężna istota przybyła z kosmosu wiele lat temu. Zawierała ona dwa Precjoza- Mózg i Serce Goadom. Zostaje zniszczony przez DaiBoukena w pierwszym odcinku.

### Złe Smoki
Klan Złych Smoków (jap. ジャリュウ一族 Jaryū Ichizoku)
- Ryūwon (jap. 創造王リュウオーン Sōzōō Ryūōn; Smoczy Król) – przywódca smoków. Pierwszy raz występuje w drugim odcinku a ostatni raz w odcinku 47. Na początku współpracował z Gają, który zdradził Ryūwona bo podstępem chciał zdobyć mózg Gordomu. Wtedy Bouken Czerwony przedziurawił Ryūwonowi brzuch i przywódca smoków spadł. Od tej pory są rywalami. W czwartym odcinku powraca i wspomina jak dziura mu zaschła przez co znów jest żywy. Później znów współpracuje z Gają lecz, i za drugim razem przegrywają. W 47 odcinku Gaja zamienia go w człowieka i staje się sprzymierzeńcem organizacji SGS, lecz szybko odchodzi.
- Jaryū (jap. ジャリュウ Jaryū) – żołnierze Ryūwona. Zawsze przegrywają.
- Smoki Jaakuryū (jap. 邪悪竜 Jaakuryū):
  - Dryken (jap. ドライケン Doraiken) – Pierwszy smok. Najpierw był zwykłym Ryūjinhei Jaryū, ale ponieważ zwyciężył eliminacje Ryūwon dał mu swoją moc. Zdobył skałę salamandry, którą chciał spalić miasto podwyższając temperaturę starej fabryki, lecz Boukengersi przeszkodzili mu. Zostaje zamieniony w cement i zniszczony przez świder.
  - Lindom (jap. リンドム Rindomu) – kolejny smok. Ryūwon wysłał go żeby zdobył dla niego miksturę księżycową i porwał księżniczkę Kaguyę. Zostaje zniszczony przez Super DaiBouken.
  - Ragi (jap. ラギ) – następny smok. Właściwie jest to wodny człowiek zamieniony w smoka przez Ryūwona. Wspólnik Jaakuryū Nagi, który nasłał na niego Ryūwona bo zniszczył pergamin. Jego celem było przywrócić wody Metropolis. Dzięki Boukengersom znajduje wodny kryształ i przywraca Metropolisowi jego wody.
  - Naga (jap. ナーガ Nāga) – kolejny smok. Wspólnik Ragiego. Ponieważ Ragi nawalił on nasłał na swego wspólnika Ryūwona. Miał zdobyć kryształ wód Metropolis, ale przeszkodzili mu Boukengersi. Zniszczony przez Ostatecznego DaiBoukena.
  - Talong (jap. ターロン Tāron) – piąty smok. Spowodował, że Akashi miał pecha. Jednak udało się odwrócić wszystko i Talonga opuściło szczęście. Został zniszczony przez DaiBoukena.
  - Dembey (jap. デンベエ Denbee) – szósty smok. Właściwie można go nazwać gumowym smokiem. Został zniszczony przez Voyager DaiBoukena.
  - Dagargin (jap. ダガーギン Dagāgin) – ostatni smok. Pierwszy raz można było go zobaczyć w drugim odcinku. Siedział w robocie za jednym z żołnierzy Ryūwona. Nieco podobny do Jakuryū Dembey, tylko że nie ma gumowego ciała (jeśli chodzi o wygląd) dał Ryūwonowi klucz trójgłowego smoka ciemności. Zostaje zniszczony przez Boukengersów.

### Dark Shadow
Dark Shadow (jap. ダークシャドウ Dāku Shadō)
- Gekkō (jap. 幻のゲッコウ Maboroshi no Gekkō) – przywódca organizacji Ninja. Jest ptakiem. Tworzy dla Shizuki pomocników i ich powiększa. Pierwszy raz wychodzi z bazy w 44 odcinku i wtedy poznają go Boukengersi. W ostatnim odcinku odlatuje z Shizuką daleko.
- Yaiba (jap. 闇のヤイバ Yami no Yaiba) – inteligentny ninja. Główny wróg Bouken Czarnego gdyż Yaiba zabił jego ojca i kompanów. Pierwszy raz pomaga Shizuce w 9 odcinku. W 46 odcinku Zabija go Masumi.
- Shizuka (jap. 風のシズカ Kaze no Shizuka) – kobieta ninja zawsze wysyłana na misję. W 38 odcinku zamienia się w Super Shizuke, lecz powraca do formy człowieka. W ostatnim odcinku odlatuje z Gekkō daleko. Chłopaki zwą ją Shizuka-chan. Jej główni przeciwnicy to Bouken Niebieski i Bouken Różowy.

### Ashu
Klan Ashu (jap. アシュ族 Ashu Zoku)
- Gai (jap. ガイ) / Quester Gai (jap. クエスター・ガイ Kuesutā Gai) – członek klanu Ashuu, nemezis Eijiego, któremu zabił ojca. Po zniszczeniu przez Boukengersów i usunięciu jego duszy przez Ejiiego wskrzesza go Gaja. Od tamtej pory jest to Quester Gai. W odcinku "The Questers Era" niszczy go Eiji.
- Rei (jap. レイ) / Quester Rei (jap. クエスター・レイ Kuesutā Rei) – członek Ashu, uwolniony z lustra stu demonów. Po zniszczeniu przez Boukengersów i usunięciu jego duszy przez Ejiiego wskrzesza go Gaja. Od tamtej pory jest to Quester Rei. W odcinku "The Questers Era" niszczy go 5 Boukengersów.
- Hyōga (jap. ヒョウガ) – członek klanu Ashu. Uczeń Gaia. Zostaje zniszczony przez Ultimate DaiBouken, a Eiji usuwa jego dusze.
- Ōga (jap. オウガ) – jeden z Zachodnich Ashu. Był bliskim przyjacielem Kei- matki Eijiego i nie mógł znieść tego, że zakochała się ona w człowieku, który zwalczał demony. Uznał, że hańbę Kei można zmazać tylko zabijając Eijiego. Choć Eiji i Akashi go pokonali nie udało się usunąć jego duszy, która to następnie weszła do ciała Eijiego i zmieniła go w kamień. Następnie Ōga udawał w jego umyśle Kei i próbował go zatrzymać, jednak prawda wyszła na jaw i Eiji go ostatecznie zniszczył.
- Quester Robo (jap. クエスターロボ Kuesutā Robo) – robot, którego później używali Gai i Rei w formach Quester. Powstało 5 takich robotów, przy czym każdy został zniszczony przez Boukengersów.

## Obsada
- Mitsuomi Takahashi – Satoru Akashi / Bouken Czerwony
- Yasuka Saito – Masumi Inō / Bouken Czarny
- Masashi Mikami – Sōta Mogami / Bouken Niebieski
- Chise Nakamura – Natsuki Mamiya / Bouken Żółta
- Haruka Suenaga – Sakura Nishihori / Bouken Różowa
- Masayuki Deai – Eiji Takaoka / Bouken Srebrny
- Shigeru Saiki – Morio Makino
- Nobuo Tanaka – Pan Głos (głos)
- Hirō Otaka – Gaja (ludzka postać)
- Junpei Morita – Ryūwon (głos, ludzka postać)
- Banjo Ginga – Gekko (głos)
- Mami Yamasaki – Shizuka
- Takaya Kuroda – Yaiba (głos)
- Kenta Miyake – Gai (głos)
- Chihiro Suzuki – Rei (głos)
- Shinichirō Ōta – Narrator (głos)

### Aktorzy kostiumowi
- Hirofumi Fukuzawa:
  - Bouken Czerwony,
  - Daitanken,
  - Aka Czerwony
- Yasuhiko Imai – Bouken Czarny
- Yasuhiro Takeuchi:
  - Bouken Niebieski,
  - Daivoyager
- Yoshifumi Hachisuka – Bouken Żółta
- Yūichi Hachisuka – Bouken Żółta
- Motokuni Nakagawa – Bouken Różowa
- Hideaki Kusaka –
  - Bouken Srebrny,
  - Ryūwon (prawdziwa postać),
  - Yaiba,
  - Daiboken / Voyager Daibōken
  - Siren Builder
- Jirō Okamoto:
  - Gaja (potworna postać),
  - Ryūwon (prawdziwa postać),
  - Yaiba,
  - Daibōken / Super Daibōken / Ostateczny Daibōken / Voyager Daibōken,
  - Daivoyager
- Masaru Ōbayashi – Gai
- Riichi Seike:
  - Rei,
  - Zubān
- Keizō Yabe – Aka Czerwony

Źródło: 

## Muzyka
Opening
- "GoGo Sentai Boukenger" (jap. 轟轟戦隊ボウケンジャー GōGō Sentai Bōkenjā)

Słowa: Yūho Iwasato
Kompozycja: Nobuo Yamada
Aranżacja: Seiichi Kyōda
Wykonanie: NoB
Ending
- "Boukensha ON THE ROAD" (jap. 冒険者 ON THE ROAD Bōkensha On Za Rōdo)

Słowa: Yūho Iwasato
Kompozycja: YOFFY
Aranżacja: Psychic Lover & Kenichirō Ōishi
Wykonanie: Psychic Lover